# 거제 구율포진성
거제 구율포진성(巨濟 舊栗浦鎭城)은 대한민국 경상남도 거제시 장목면 율천리에 있는 동쪽을 제외한 3면이 산으로 둘러싸인 계곡에 돌로 쌓은 성이다. 1998년 11월 13일 경상남도의 기념물 제206호 구율포성으로 지정되었다가, 2018년 12월 20일 현재의 명칭으로 변경되었다.

## 개요
경상남도 거제시 장목면에 있는 이 성은 동쪽을 제외한 3면이 산으로 둘러싸인 계곡에 돌로 쌓은 성이다.
성 밖에는 민가가 있고 안은 경작지로 사용하는 등 주변 형태를 쉽게 파악할 수 있다. 문터에는 성문을 보호하기 위해 쌓은 작은 성이 북쪽과 남쪽에 있는데, 남쪽은 그런대로 남아 있으나 북쪽은 겨우 흔적만 남아 있다. 원래 외포 바닷가에 성을 만들었는데 이곳으로 옮겼다고 하며 『신증동국여지승람』거제조에는 율포부라 불렀다고 한다. 『거제군지』에 보면 숙종 14년(1688) 통제사 이세현이 글을 써 올려 이곳에 성을 만들고 무종 9품의 권관을 두어 방어케 하였다고 한다.
임진왜란 때 우수영에 속한 방어진지로 사용하였으며 칠천량해전 때 왜구의 침입을 받기도 하였다.

## 참고 문헌
- 거제 구율포진성 - 국가유산청 국가유산포털